# Medžerda
Medžerda (arabsky مجردة‎) je řeka v Severní Africe. Protéká Alžírskem a Tuniskem. Je dlouhá 460 km. Povodí má rozlohu přibližně 22 000 km².

## Průběh toku
Pramení ve východních výběžcích pohoří Tell Atlas (hory Medžerda). Ústí do Tuniského zálivu Středozemního moře, přičemž vytváří deltu.

## Vodní režim
Vyznačuje se vysokým kolísáním průtoku od 3 až 4 m³/s v létě po 1500 až 2500 m³/s nebo dokonce 13 000 m³/s po silných zimních deštích.

## Využití
Na řece byly vybudovány přehradní nádrže, které se využívají na zavlažování. Údolí řeky je významná zemědělská oblast Tuniska.

## Historie
Ve starověku se řeka nazývala Bagrades. V roce 203 př. n. l. na ní v bitvě u Bagrades během druhé punské války porazil Scipio numidského krále Syfaka.